# Coelonia solani
Coelonia solani är en fjärilsart som beskrevs av Herrich-Schäffer 1854. Coelonia solani ingår i släktet Coelonia och familjen svärmare. Inga underarter finns listade i Catalogue of Life.

## Bildgalleri

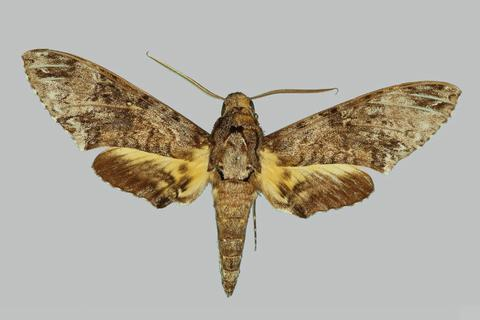
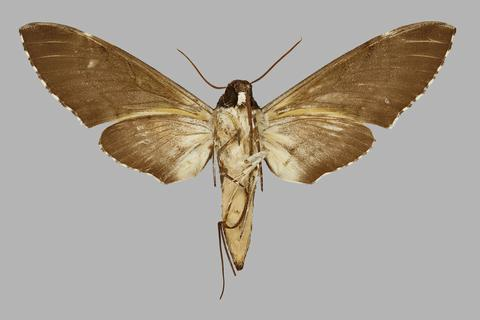
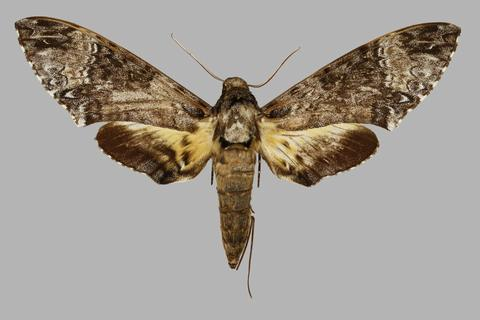